# Beggar my neighbour
Beggar my neighbour är ett ursprungligen engelskt kortspel för barn. Något vedertaget svenskt namn på spelet finns inte; i de svenskspråkiga spelböckerna har spelet fått benämningar som spöa grannen, tigga av grannen och svälta räv (det sistnämnda trots att detta namn normalt används om ett annat spel). 
Hela kortleken fördelas jämnt mellan spelarna, vanligtvis två, som sedan turas om att vända upp det översta kortet i sina respektive högar och lägga det på bordet. Så snart det uppvända kortet är ett bildkort eller ett ess, ska motspelaren lägga upp 1 kort (för knekt), 2 kort (för dam), 3 kort (för kung) eller 4 kort (för ess). Om samtliga på det sättet upplagda kort är vanliga nummerkort, tillfaller alla korten på bordet den första spelaren. Skulle under upplägget ett bildkort eller ess dyka upp, går turen tillbaka till den första spelaren, som nu blir den som ska fortsätta lägga upp kort. 
Vinnare är den spelare som till sist sitter med alla korten.